# Фацари-Сант'Анђело (Вибо Валенција)
Фацари-Сант'Анђело је насеље у Италији у округу Вибо Валенција, региону Калабрија.
Према процени из 2011. у насељу је живело 44 становника. Насеље се налази на надморској висини од 270 м.